# And You and I
«And You and I» (с англ. — «И ты, и я / И мы с тобой») — вторая композиция со студийного альбома Close to the Edge британской рок-группы Yes, выпущенного в сентябре 1972 лейблом Atlantic Records.
Десятиминутная композиция состоит из четырёх частей. Первая и вторая части были изданы в виде сингла, достигшего позиции #42 в Billboard Hot 100. В отличие от альбома Close to the Edge, на сингле в качестве автора указан лишь один Джон Андерсон.
«And You and I» является одной из самых популярных композиций группы Yes: она часто исполнялась на концертах (в том числе в 1990-е и 2000-е годы) и присутствует на многих сборниках группы.

## Структура композиции
| Название части            | Начало | Длительность |
| ------------------------- | ------ | ------------ |
| Cord of Life              | 0:00   | 3:47         |
| Eclipse                   | 3:47   | 2:29         |
| The Preacher, the Teacher | 6:16   | 3:10         |
| Apocalypse                | 9:26   | 0:42         |

## Участники записи
- Джон Андерсон — вокал
- Стив Хау — акустическая, электро- и слайд-гитара, бэк-вокал
- Крис Сквайр — бас-гитара, бэк-вокал
- Рик Уэйкман — меллотрон, minimoog, Hammond organ
- Билл Бруфорд — барабаны, перкуссия